# Quentin Richardson
Quentin L. Richardson (Chicago, Illinois, 13 de abril de 1980) es un exjugador de baloncesto estadounidense, que actualmente sirve como director de desarrollo de jugadores de los Detroit Pistons de la NBA. Richardson disputó 13 temporadas profesionales con Los Angeles Clippers, Phoenix Suns, New York Knicks, Miami Heat y Orlando Magic. Ganó el Concurso de Triples de la NBA durante el All-Star Weekend de 2005.

## Carrera

### Universidad
Richardson llegó a la Universidad DePaul tras liderar al instituto Whitney Young al campeonato estatal en 1998. 
En las dos temporadas que pasó con los Demons promedió 17,9 puntos y 10,2 rebotes por partido, y se convirtió en el único jugador en la historia de la universidad en anotar 1000 puntos, capturar 500 rebotes y convertir 100 triples. Como freshman (novato), fue elegido mejor jugador de la Conference USA y freshman del año. Tras su año sophomore (segundo), Richardson se declaró elegible en el Draft de la NBA.

### NBA
Fue elegido en la 18.ª posición por Los Angeles Clippers en el Draft de 2000. En los Clippers, mantendría una gran amistad con Darius Miles, amigo de la infancia, además de existir una química especial entre ambos en la cancha. Antes de firmar con Phoenix Suns como agente libre, Richardson pasó cuatro temporadas en los Clippers.
La temporada 2004-05, fue la mejor en su carrera, llegando a las Finales de Conferencia con los Suns y finalizando la regular season con un balance de 62-20. Además, batió el récord de más triples convertidos en una temporada en la franquicia, superando los 199 de Dan Majerle y situando el nuevo récord en 226. También ganó el concurso de triples de 2005.
En verano, fue traspasado a New York Knicks junto con Nate Robinson por Kurt Thomas y Dijon Thompson.
El 25 de junio de 2009, fue traspasado a Memphis Grizzlies a cambio de Darko Miličić. No obstante, el 17 de julio de 2009 volvió a ser traspasado a Los Angeles Clippers a cambio de Zach Randolph. Por tercera vez en menos de un mes, Richardson fue traspasado el 20 de julio de 2009, esta vez a Minnesota Timberwolves a cambio de Sebastian Telfair, Craig Smith y Mark Madsen. El 13 de agosto de 2009 fue traspasado a Miami Heat a cambio de Mark Blount.
El 13 de julio de 2010, Richardson fichó como agente libre por Orlando Magic.
El 16 de abril de 2013, fichó de nuevo por los New York Knicks de cara a los playoffs.
El 10 de julio de 2013, Richardson fue parte de un paquete de traspaso que fue enviado a los Toronto Raptors, junto con Marcus Camby, Steve Novak, una selección de primera ronda para el 2016, y dos selecciones de segunda ronda para el 2014 y 2017, a cambio de Andrea Bargnani. A principios de septiembre de 2013, Richardson fue descartado por los Raptors.

## Estadísticas de su carrera en la NBA

### Temporada regular
| Año     | Equipo        | PJ  | PT  | MPP  | %TC  | %3P  | %TL   | RPP  | APP | ROB | TPP | PPP  |
| ------- | ------------- | --- | --- | ---- | ---- | ---- | ----- | ---- | --- | --- | --- | ---- |
| 2000-01 | L.A. Clippers | 76  | 28  | 17.9 | .442 | .331 | .627  | 3.4  | .8  | .6  | .1  | 8.1  |
| 2001-02 | L.A. Clippers | 81  | 0   | 26.6 | .432 | .381 | .765  | 4.1  | 1.6 | 1.0 | .3  | 13.3 |
| 2002-03 | L.A. Clippers | 59  | 13  | 23.2 | .372 | .308 | .685  | 4.8  | .9  | .6  | .2  | 9.4  |
| 2003-04 | L.A. Clippers | 65  | 64  | 36.0 | .398 | .352 | .740  | 6.4  | 2.1 | 1.0 | .3  | 17.2 |
| 2004-05 | Phoenix       | 79  | 78  | 35.9 | .389 | .358 | .739  | 6.1  | 2.0 | 1.2 | .3  | 14.9 |
| 2005-06 | New York      | 55  | 43  | 26.2 | .355 | .340 | .670  | 4.2  | 1.6 | .7  | .1  | 8.2  |
| 2006-07 | New York      | 49  | 47  | 33.1 | .418 | .376 | .692  | 7.2  | 2.2 | .7  | .1  | 13.0 |
| 2007-08 | New York      | 65  | 65  | 28.3 | .359 | .322 | .682  | 4.8  | 1.8 | .7  | .2  | 8.1  |
| 2008-09 | New York      | 72  | 51  | 26.3 | .393 | .365 | .761  | 4.4  | 1.6 | .6  | .1  | 10.2 |
| 2009-10 | Miami         | 76  | 75  | 27.4 | .431 | .397 | .732  | 4.9  | 1.2 | .9  | .2  | 8.9  |
| 2010-11 | Orlando       | 57  | 19  | 16.8 | .341 | .288 | .750  | 3.1  | .7  | .4  | .1  | 4.4  |
| 2011-12 | Orlando       | 48  | 3   | 18.0 | .376 | .347 | .833  | 2.6  | .8  | .6  | .1  | 4.5  |
| 2012-13 | New York      | 1   | 0   | 29.0 | .091 | .250 | 1.000 | 10.0 | 1.0 | .0  | .0  | 5.0  |
| Total   | Total         | 783 | 486 | 26.5 | .397 | .355 | .718  | 4.7  | 1.5 | .8  | .2  | 10.3 |

### Playoffs
| Año   | Equipo   | PJ | PT | MPP  | %TC  | %3P  | %TL   | RPP | APP | ROB | TPP | PPP  |
| ----- | -------- | -- | -- | ---- | ---- | ---- | ----- | --- | --- | --- | --- | ---- |
| 2005  | Phoenix  | 15 | 15 | 37.6 | .403 | .390 | .639  | 5.1 | 1.7 | 1.3 | .2  | 11.9 |
| 2010  | Miami    | 5  | 5  | 29.8 | .400 | .409 | .800  | 3.8 | 1.6 | 1.6 | .2  | 9.8  |
| 2011  | Orlando  | 6  | 1  | 16.3 | .533 | .500 | 1.000 | 2.5 | .3  | .2  | .2  | 3.8  |
| 2012  | Orlando  | 5  | 0  | 14.8 | .333 | .286 | .000  | 4.4 | .4  | .2  | .0  | 2.4  |
| 2013  | New York | 5  | 0  | 2.8  | .333 | .400 | .000  | .6  | .0  | .0  | .0  | 1.2  |
| Total | Total    | 36 | 21 | 25.0 | .404 | .397 | .674  | 3.8 | 1.0 | .8  | .1  | 7.5  |

## Vida personal
Tiene varios tatuajes que le cubren por completo su espalda, en los que ha grabado parte de su trágica historia: Uno de ellos es una cruz con 3 nombres: el de su madre, su abuela y uno de sus hermanos. Y es que en 1992 le sucedieron 3 trágicos sucesos en 8 meses: la muerte de su madre por culpa de un cáncer, el fallecimiento de su abuela, y el asesinato a tiros de su hermano de 23 años de edad.
En 2005 se tatuó "Yo soy mis hermanos. Catalyst01" en honor a la muerte de otro de sus hermanos asesinado en un robo, "Catalyst01" era su apodo.
Su madre fue quien le enseñó a jugar al baloncesto, y a mejorar su tiro de 3 puntos.